# Assassin's Creed: Bloodlines
Assassin's Creed: Bloodlines je videohra vydaná exkluzivně pro PSP. Hra je sequelem pro Assassin's Creed - zaujímá místo po událostech v Assassin's Creed a dále sleduje příběh stejné postavy - Altaira. Hra byla vyvinuta v Ubisoft Montrealu, vydána 17. listopadu 2009. Hra se odehrává pouze ve dvou městech – v Limassolu a v Kyrenii. Děj tohoto dílu je popsán v knize Assassin's Creed: Tajná křížová výprava (spolu se hrou Assassin's Creed).

## Děj
Altaïr se dozvídá o plánech Templářů, kteří se chystají utéct na Kypr. To se ovšem Altaïrovi nelíbí, a tak míří na Kypr spolu s Mariou Thorpe.